# سيردار تاشي
سردار تاشي  وبالألمانية Serdar Tasci (مواليد 24 أبريل 1987 في إسلينغن أم نيكار - ألمانيا الغربية) لاعب كرة قدم ألماني من أصول أفغانية يلعب حاليا لصالح نادي الدرجة الأولى شتوتغارت الألماني منذ 2005 في مركز قلب الدفاع . .

## مسيرته الكروية
لعب سيردار تاشي خلال مسيرته الاحترافية مع 5 أندية في ستة عشر موسمًا وسجل خلالها 14 هدفًا ضمن 292 مباراة. ولم يفز بأي موسم بالكأس وفاز في ثلاثة مواسم بالدوري.
خاض سيردار تاشي مسيرته مع في إف بي شتوتغارت الثاني في موسم 2005–06 لمدة موسم واحد، مشاركًا في 30 مباراة سجل خلالها 3 أهداف. ثم انتقل إلى نادي شتوتغارت في موسم 2006–07 ليلعب معه ثمانية مواسم، حيث شارك في 181 مباراة سجل خلالها 9 أهداف. لينتقل بعدها إلى نادي سبارتاك موسكو في موسم 2013–14 في المرة الأولى واستمر معه طيلة ثلاثة مواسم ثم في موسم 2016–17 ولمدة موسمين، مشاركًا طوالها في 74 مباراة سجل خلالها هدفين. ثم انتقل إلى نادي بايرن ميونخ في موسم 2015–16 لمدة موسم واحد، مشاركًا في 3 مباريات ولم يسجل أي هدف. هذا وانتقل لاحقًا إلى نادي إسطنبول باشاكشهر في موسم 2018–19 لمدة موسم واحد، مشاركًا في 4 مباريات ولم يسجل أي هدف أيضًا.

## روابط خارجية
- سيردار تاشي على موقع الاتحاد الدولي (مؤرشف)  (الإنجليزية)
- سيردار تاشي على موقع الاتحاد الأوربي (الإنجليزية)
- سيردار تاشي على موقع اتحاد تركيا (لاعب) (الإنجليزية)
- سيردار تاشي على موقع قاعدة بيانات كرة القدم.إي يو (الإنجليزية)
- سيردار تاشي على موقع بيانات كرة القدم. دي إي (الألمانية)
- سيردار تاشي على موقع ناشيونال فوتبول تيمز (الإنجليزية)
- سيردار تاشي على موقع Soccerbase.com (لاعب) (الإنجليزية)
- سيردار تاشي على موقع Soccerway.com (الإنجليزية)
- سيردار تاشي على موقع عالم كرة القدم.نت (الإنجليزية)
- سيردار تاشي على موقع كووورة